# Гуаружа
Гуаружа е община в щата Сао Пауло, Бразилия. Населението ѝ е 296 150 жители (2007 г.), а площта ѝ е 142,589 кв. км. Основана е през 1934 г. Намира се на 4 м н.в. в часова зона UTC-3. Пощенският ѝ код е 11400-000.